# Молекулярная биология

Структура дезоксирибонуклеиновой кислоты (ДНК)

Молекуля́рная биоло́гия — наука, академическая дисциплина, раздел биологии, изучающий структуру, взаимодействие молекул и макромолекулярных систем, участвующих в биологических процессах живых организмов, молекулярные основы наследственности и синтеза белка.
Основным отличием от биохимии является акцент на механизмах хранения, передачи и реализации генетической информации, строении и функциях сложных высокомолекулярных соединений, составляющих клетку: нерегулярных биополимеров (белков и нуклеиновых кислот).

## Смежные дисциплины
Возникнув как биохимия нуклеиновых кислот, молекулярная биология пережила период бурного развития собственных методов исследования, которыми теперь отличается от биохимии. К ним, в частности, относятся методы генной инженерии, клонирования, искусственной экспрессии и нокаута генов. Поскольку ДНК является материальным носителем генетической информации, молекулярная биология значительно сблизилась с генетикой, и на стыке образовалась молекулярная генетика, являющаяся одновременно разделом генетики и молекулярной биологии. Так же, как молекулярная биология широко применяет вирусы как инструмент исследования, в вирусологии для решения своих задач используют методы молекулярной биологии. Для анализа генетической информации привлекается вычислительная техника, в связи с чем появились новые направления молекулярной генетики, которые иногда считают особыми дисциплинами: биоинформатика, геномика и протеомика. С другой стороны, поскольку ДНК является материальным носителем генетической информации о белках, то молекулярная биология включает анализ вариабельности индивидуальных белков (существование аллелей) и большого числа процессов, протекающих с их участием в соответствии с многообразием их функций.

## История развития

Трёхмерная модель ДНК

Молекулярная биология исторически появилась как раздел биохимии. Датой рождения молекулярной биологии принято считать апрель 1953 года, когда в английском журнале «Nature» была опубликована статья Джеймса Д. Уотсона и Фрэнсиса Крика с предложением пространственной модели молекулы ДНК. Основанием для построения этой модели послужили работы по рентгеноструктурному анализу, в которых участвовали также Морис Х. Ф. Уилкинс и Розалинда Франклин.
Это основополагающее открытие было подготовлено длительным этапом исследований генетики и биохимии вирусов и бактерий.
В 1928 году Фредерик Гриффит впервые показал, что экстракт убитых нагреванием болезнетворных бактерий может передавать признак патогенности неопасным бактериям. Исследование трансформации бактерий в дальнейшем привело к очистке болезнетворного агента, которым, вопреки ожиданиям, оказался не белок, а нуклеиновая кислота. Сама по себе нуклеиновая кислота не опасна, она лишь переносит гены, определяющие патогенность и другие свойства микроорганизма.
В 50-х годах XX века было показано, что у бактерий существует примитивный половой процесс, они способны обмениваться внехромосомной ДНК, плазмидами. Открытие плазмид, как и трансформации, легло в основу распространённой в молекулярной биологии плазмидной технологии. Ещё одним важным для методологии открытием стало обнаружение в начале XX века вирусов бактерий, бактериофагов. Фаги тоже могут переносить генетический материал из одной бактериальной клетки в другую. Заражение бактерий фагами приводит к изменению состава бактериальной РНК. Если без фагов нуклеотидный состав РНК сходен с составом ДНК бактерии, то после заражения РНК становится больше похожа на ДНК бактериофага. Тем самым было установлено, что структура РНК определяется структурой ДНК. В свою очередь, скорость синтеза белка в клетках зависит от количества РНК-белковых комплексов. Так была сформулирована центральная догма молекулярной биологии: ДНК ↔ РНК → белок.
Дальнейшее развитие молекулярной биологии сопровождалось как развитием её методологии, в частности, изобретением метода определения нуклеотидной последовательности ДНК (У. Гилберт и Ф. Сенгер, Нобелевская премия по химии 1980 года), так и новыми открытиями в области исследований строения и функционирования генов (см. История генетики). К началу XXI века были получены данные о первичной структуре всей ДНК человека и целого ряда других организмов, наиболее важных для медицины, сельского хозяйства и научных исследований, что привело к возникновению нескольких новых направлений в биологии: геномики, биоинформатики и др.